# Sornzig-Ablaß

Wappen der Gemeinde Sornzig-Ablaß

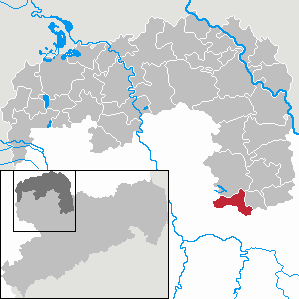
Lage der ehemaligen Gemeinde im Landkreis Nordsachsen

Sornzig-Ablaß war eine verwaltungsgemeinschaftsfreie Gemeinde im Landkreis Nordsachsen im Freistaat Sachsen. Sie wurde am 1. Januar 1994 aus dem Zusammenschluss der Gemeinden Sornzig und Ablaß gebildet und am 1. Januar 2011 in die Stadt Mügeln eingegliedert.
Letzter Bürgermeister vor der Eingemeindung war Volkmar Winkler (SPD).

## Geografie und Verkehr
Das Gemeindegebiet lag südlich des Collmberges an der Döllnitz, die im Ortsteil Querbitzsch entspringt. Der Gemeinde benachbart waren die Große Kreisstadt Oschatz (15 km), Mügeln (4 km), Döbeln (15 km) und Grimma (20 km). Südlich des ehemaligen Gemeindegebiets verläuft die A 14 mit den Anschlussstellen Leisnig und Mutzschen.

## Ortsteile

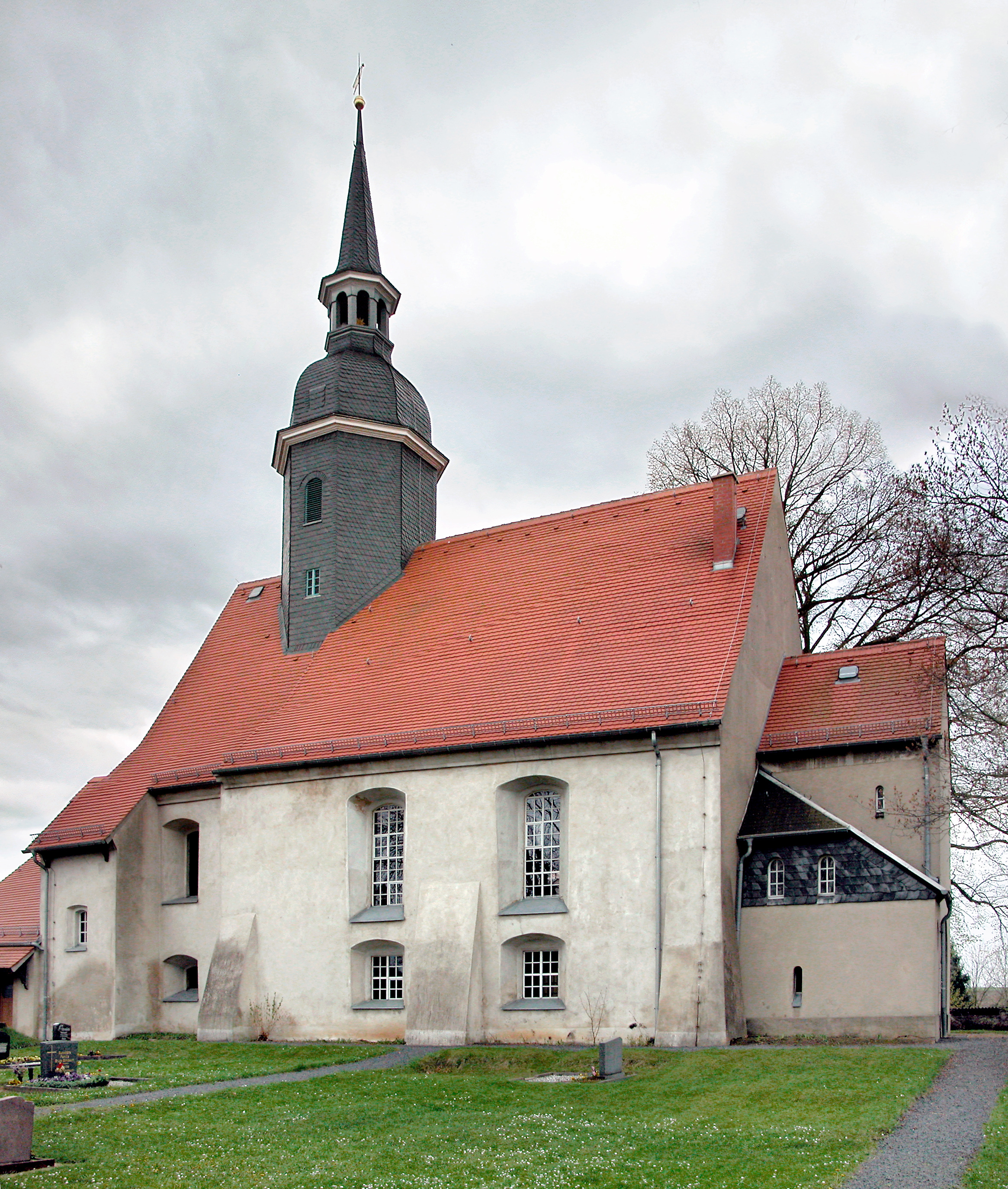
Dorfkirche Ablaß

Sornzig-Ablaß hatte 19 Ortsteile, die als solche nach der Eingemeindung in Mügeln weiterbestehen:
| - Ablaß - Baderitz - Gaudlitz - Glossen - Grauschwitz - Kemmlitz - Lichteneichen | - Nebitzschen - Neubaderitz - Neusornzig - Paschkowitz - Pommlitz - Poppitz - Querbitzsch | - Remsa - Schleben - Seelitz - Sornzig - Zävertitz |

## Geschichte

### Sornzig

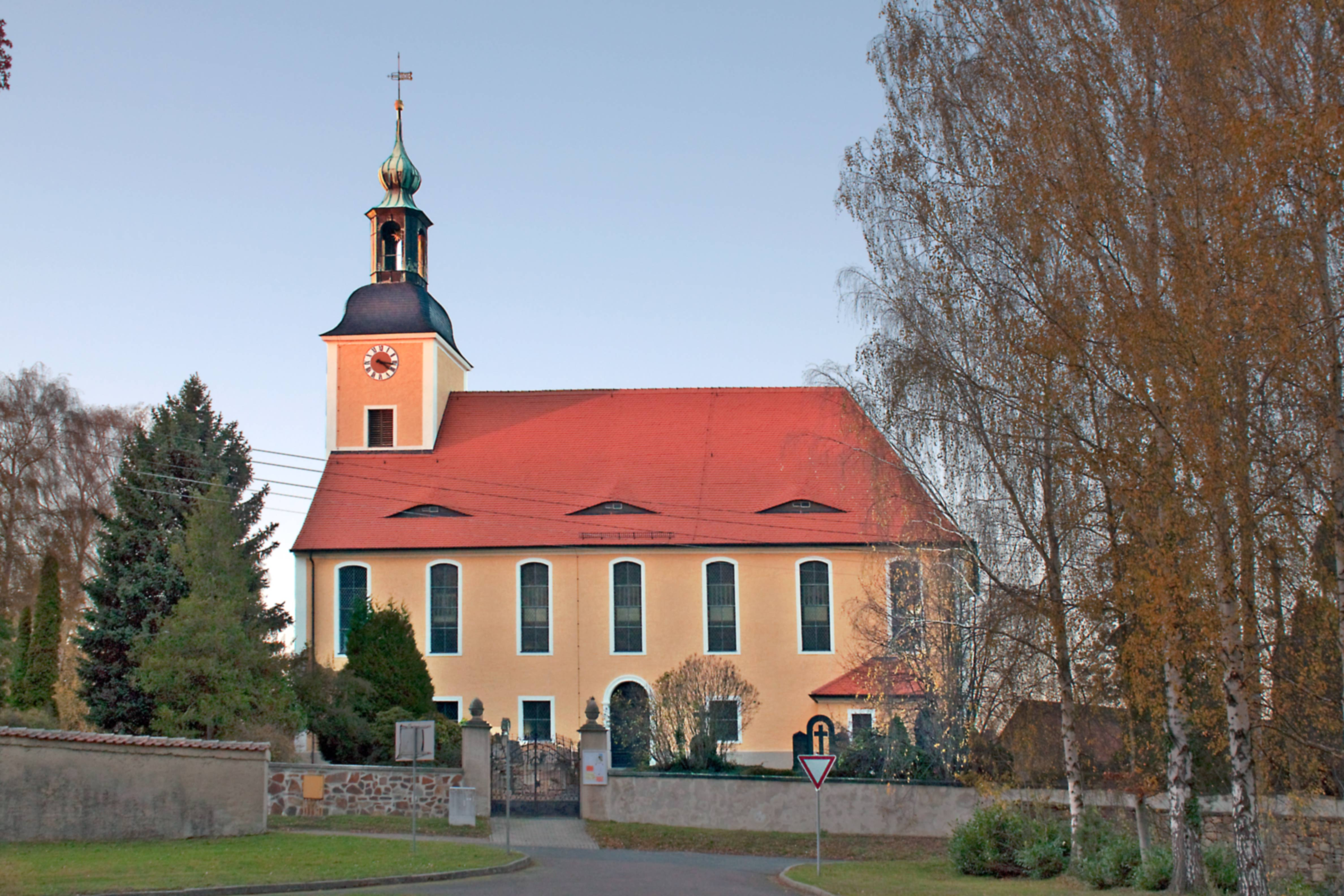
Kirche Sornzig

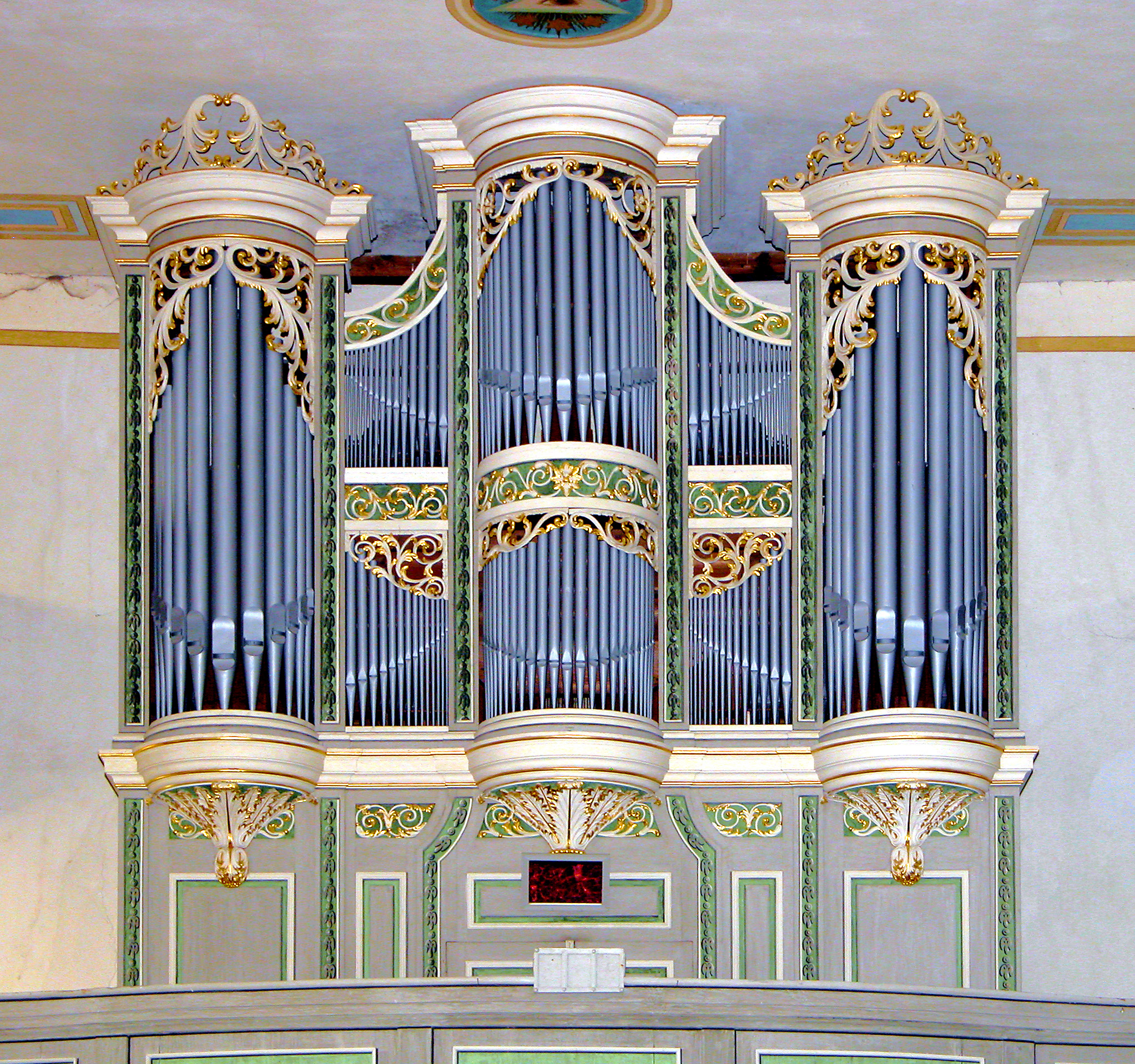
Trampeli-Orgel in der Kirche Sornzig

Im Jahr 1241 stiftete ein Sifridus de Mugelin das Nonnenkloster des Benediktinerordens Marienthal in Sornzig. Der Ort Sornzig gehörte zu dem sich im Ort befindlichen Nonnenkloster  Marienthal. Das Kloster und der Ort Sornzig mit dem dazugehörigen Klosterland gehörten nach der Säkularisation des Klosters von 1540 bis 1570 zum Schulamt Meißen. 1570 tauschte der sächsische Kurfürst das Gebiet mit dem Meißner Bischof Johann IX. von Haugwitz. Sornzig und die umliegenden Orte blieben bis zur Abdankung des Bischofs im Jahr 1581 in dessen Besitz und kamen im Jahr 1584 unter die Verwaltung des Kollegiatstifts Wurzen, welches aus dem Gebiet das Amt Sornzig bildete. 
Sornzig blieb bis 1818 unter der Verwaltung des Stiftsamts Wurzen, danach gehörte der Ort bis 1856 zum Amt Mügeln mit Sornzig. Nach der Auflösung des Amts übernahm das Gerichtsamt Mügeln die Verwaltung. Ab 1875 gehörte Sornzig zur Amtshauptmannschaft Oschatz. 
1952, drei Jahre nach der Gründung der DDR, fanden Kreisreformen in der DDR statt. Sornzig wurde kurzzeitig dem Kreis Döbeln zugeordnet und kam dann zum Kreis Oschatz. Dieser ging (nach der Wiedervereinigung 1990) 1994 im Landkreis Torgau-Oschatz auf. 1999 wurde bei Sorzig nördlich der Bundesautobahn 14 ein Windpark (12 Räder mit einer Gesamt-Nennleistung von 18 MW) errichtet. 
Seit 2008 gehört Sornzig zum Landkreis Nordsachsen.
Ortsteile von Sornzig waren Lichteneichen (1797 auf Sornziger Grund entstanden), Zävertitz (1973 eingemeindet) und Baderitz (1974 eingemeindet).

### Ablaß
Der Ort Ablaß gehörte bis 1856 teilweise zum Amt Colditz und zum Amt Mutzschen. Nach der Auflösung der Ämter übernahm das Gerichtsamt Wermsdorf die Verwaltung. Ab 1875 gehörte Ablaß zur Amtshauptmannschaft Oschatz. 1952 wurde der Ort dem Kreis Oschatz zugeordnet, welcher 1994 im Landkreis Torgau-Oschatz aufging. Seit 2008 gehört Ablaß zum Landkreis Nordsachsen.

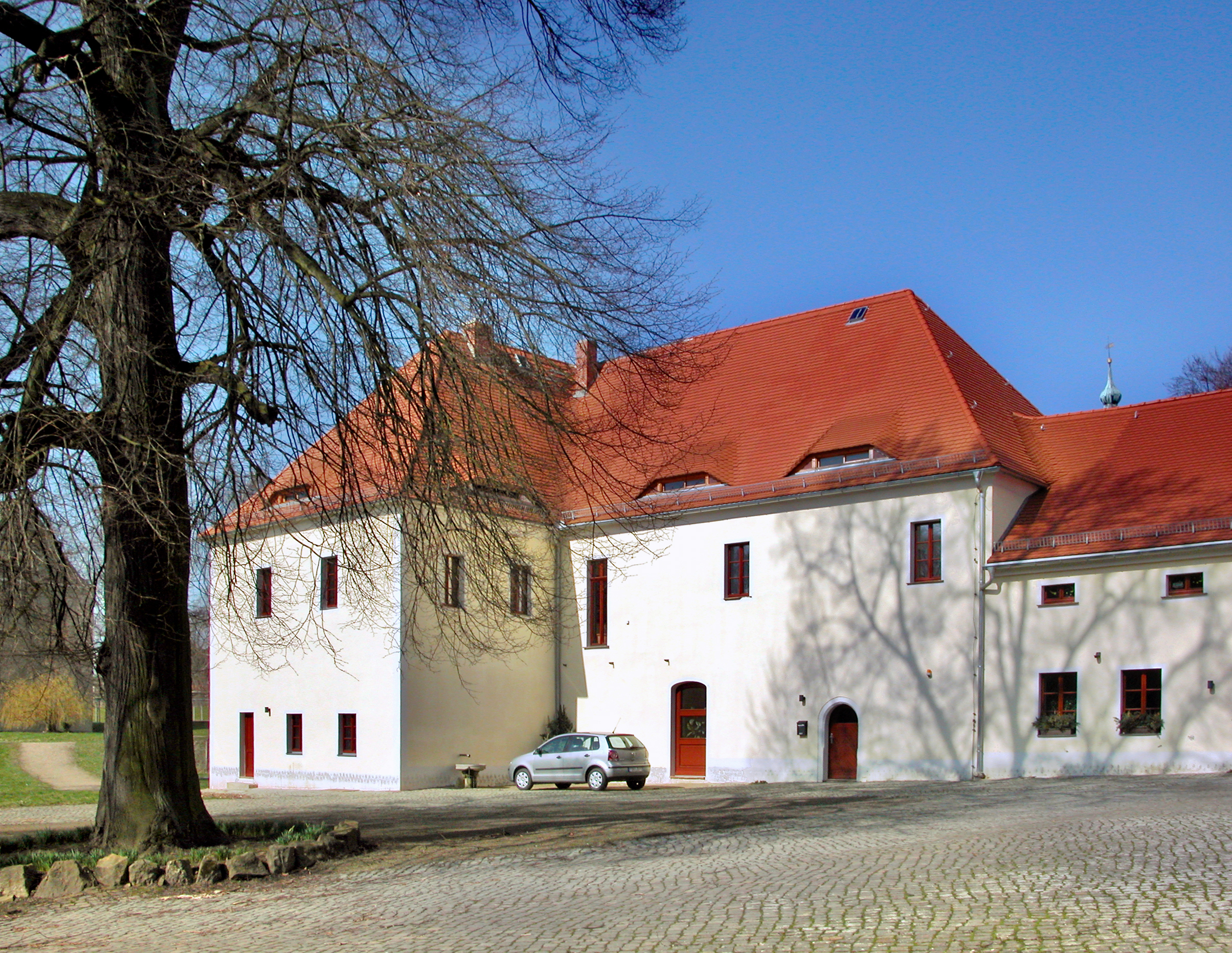
Sornzig, ehem. Klostergut Marienthal

Im 14. Jahrhundert waren die Burggrafen von Leisnig im Besitz von Ablaß, als Lehen der Markgrafen von Meißen. 1334 vertauschten Johannes de Cythow und seine Ehefrau zwei Hufen in Ablaß gegen drei Hufen in Nicollschwitz. Darauf schenkte Bgf. Albero von Leisnig dem Kloster Buch die zwei Hufen. Diese beiden Hufen gaben als Zehnt zu Martini ein halbes Schock Prager Groschen, und ein Huhn. 1548 nennt das Amtserbbuch von Kloster Buch zu Ablaß „32 gr und 1 alte Henne von 1 Mann, der weiß nicht wovon“. Es stammte von 1334. Sonst gehörte Ablaß ins Amt Colditz.
Ortsteile von Ablaß waren Zschannewitz (1936 eingemeindet), Grauschwitz und Querbitzsch (1973 eingemeindet). 1993 schloss sich Ablaß mit Glossen und Kemmlitz zur neuen Gemeinde Ablaß zusammen, welche sich 1994 mit der Gemeinde Sornzig zur neuen Gemeinde Sornzig-Ablaß vereinigte.

## Persönlichkeiten
- Siegfried Streller (1921–2015), Germanist und Herausgeber, wurde in Ablaß geboren.

## Partnerschaften
- Kaolinstädtepartnerschaft: Sornzig-Ablaß ist Mitglied der Kaolinstädtepartnerschaft. Neben Sornzig-Ablaß gehören zu der Städtepartnerschaft die bayerischen Orte Tirschenreuth, Hirschau und Schnaittenbach, aus Sachsen die Gemeinde Königswartha und die Stadt Mügeln, Nová Role in Tschechien sowie Nowogrodziec in Polen.[6]